# Католическое кладбище Пангалты
Католическое кладбище Пангалты (тур. Pangaltı Fransız Latin Katolik Mezarlığı), также известное как Латинское католическое кладбище Ферикёй, — историческое христианское кладбище в Стамбуле (Турция). Оно является крупнейшим католическим кладбищем в городе и расположено в Ферикёе, части стамбульского района Шишли в приблизительно 3 км к северу от площади Таксим. Протестантское кладбище Ферикёй находится прямо напротив католического кладбища Пангалты, их разделяет проспект Абидэ-и Хюрриет.

## История и описание
История католического кладбища Пангалты восходит к 1853 году, когда османское правительство объявило, что кладбище франков в Пере больше не подходит для захоронений. Новое место было предоставлено рядом с Имперской военной академией в Пангалты в качестве кладбища для протестантской и католической общин Стамбула. Это решение было также направлено на расчистку территории для городского развития в районе Таксим. Четыре года спустя выделенное место было признано недостаточным для умерших обеих общин, и по приказу султана Абдул-Меджида I в 1857 году оно было расширено.
В период между 1840 и 1910 годами район Стамбула, простирающийся на север от Таксима до Шишли, превратился из открытой сельской местности в густонаселённый жилой посёлок. Карты Стамбула начала XIX века демонстрируют большую часть территории в этом направлении занятой могилами немусульман Больших полей мёртвых (фр. Grand Champs des Morts), с французским участком непосредственно на пути основного маршрута, идущего от Таксима до Пангалты. По этой причине человеческие останки были эксгумированы из старых французских могил Больших полей мёртвых и перенесены вместе с надгробными памятниками на его нынешнее место в Ферикёй в 1863-1864 годах, созданное по приказу султана Абдулмекида I в 1850-х годах для их повторного захоронения.
Территория кладбища разделена на шесть участков и аллеи, названные именами святых и простирающиеся с востока на запад. На западе расположены богато украшенные мавзолеи выдающихся левантийских семей (Корпи, Боттер, Тубини, Главани). На кладбище воздвигнут ряд монументов в честь французских и итальянских солдат, погибших во время Крымской войны 1853-1856 годов.
Оссуарий кладбища изготовлен из извлечённых надгробий со старых кладбищах Пети-Шам и Гранд-Шам, располагавшихся в Пере в 1850-х годах. Наиболее многочисленны надгробия левантийцев, но есть захоронения и греко-католиков, армянских и сирийских католиков, халдейской и мелькитской общин. В Стамбуле есть и другие католические кладбища, например в городских районах Кадыкёй, Бююкада и Бююкдере.